# Linum vernale
Linum vernale là một loài thực vật có hoa trong họ Linaceae. Loài này được Wooton mô tả khoa học đầu tiên năm 1898.